# Kashipur
Kashipur es una ciudad y municipio situada en el distrito de Udham Singh Nagar,  en el estado de Uttarakhand (India). Su población es de 121623 habitantes (2011). Es la sexta mayor ciudad del estado. Se encuentra a 180 km de Nueva Delhi.

## Demografía
Según el censo de 2011 la población de Kashipur era de 121623 habitantes, de los cuales 63609 eran hombres y 58014 eran mujeres. Kashipur tiene una tasa media de alfabetización del 82,45%, superior a la media estatal del 78,82%: la alfabetización masculina es del 86,88%, y la alfabetización femenina del 77,63%.

## Clima
| Parámetros climáticos promedio de Kashipur | Parámetros climáticos promedio de Kashipur | Parámetros climáticos promedio de Kashipur | Parámetros climáticos promedio de Kashipur | Parámetros climáticos promedio de Kashipur | Parámetros climáticos promedio de Kashipur | Parámetros climáticos promedio de Kashipur | Parámetros climáticos promedio de Kashipur | Parámetros climáticos promedio de Kashipur | Parámetros climáticos promedio de Kashipur | Parámetros climáticos promedio de Kashipur | Parámetros climáticos promedio de Kashipur | Parámetros climáticos promedio de Kashipur | Parámetros climáticos promedio de Kashipur |
| Mes                                        | Ene.                                       | Feb.                                       | Mar.                                       | Abr.                                       | May.                                       | Jun.                                       | Jul.                                       | Ago.                                       | Sep.                                       | Oct.                                       | Nov.                                       | Dic.                                       | Anual                                      |
| ------------------------------------------ | ------------------------------------------ | ------------------------------------------ | ------------------------------------------ | ------------------------------------------ | ------------------------------------------ | ------------------------------------------ | ------------------------------------------ | ------------------------------------------ | ------------------------------------------ | ------------------------------------------ | ------------------------------------------ | ------------------------------------------ | ------------------------------------------ |
| Temp. máx. media (°C)                      | 20.8                                       | 23.9                                       | 29.5                                       | 35.7                                       | 39                                         | 37.6                                       | 32.7                                       | 31.8                                       | 32.1                                       | 31                                         | 26.8                                       | 22.3                                       | 30.3                                       |
| Temp. media (°C)                           | 14.5                                       | 16.9                                       | 22                                         | 27.5                                       | 31.4                                       | 31.6                                       | 28.8                                       | 28.2                                       | 27.9                                       | 24.7                                       | 19.4                                       | 15.4                                       | 24                                         |
| Temp. mín. media (°C)                      | 8.2                                        | 9.9                                        | 14.6                                       | 19.4                                       | 23.8                                       | 25.7                                       | 25                                         | 24.6                                       | 23.7                                       | 18.4                                       | 12                                         | 8.6                                        | 17.8                                       |
| Lluvias (mm)                               | 43                                         | 28                                         | 23                                         | 6                                          | 16                                         | 108                                        | 374                                        | 368                                        | 212                                        | 89                                         | 5                                          | 9                                          | 1281                                       |
| Fuente: Climate-Data.org                   |                                            |                                            |                                            |                                            |                                            |                                            |                                            |                                            |                                            |                                            |                                            |                                            |                                            |